# Igreja de Val-de-Grâce
A Igreja do Val-de-Grâce (frPronunciação francesa: [val də ɡʁas]) é uma igreja Católico Romano no 5° distrito de Paris.  A igreja foi construída como parte de uma abadia real por Ana da Áustria, Rainha de França, para celebrar o nascimento do seu filho, Luís XIV, em 1638. A construção começou em 1645 sob a direção do arquiteto François Mansart e foi concluída por Gabriel Le Duc em 1665. A abadia e a igreja foram transformadas num hospital durante a Revolução Francesa e depois passaram a ser parte do Hospital Val-de-Grâce, que fechou em 1979. A igreja está associada à diocese do exército francês e está aberta aos visitantes em horas especificadas. A sua cúpula é um marco no horizonte de Paris.

## História
O local da igreja, a sul do centro de Paris, era propriedade real desde o século XIII. No início do século XVI, foi comprado pelo Condestável de Bourbon, que ali construiu um pequeno castelo, que recebeu o nome de Hotel de Petit-Bourbon. Em 1621, a rainha Ana da Áustria, de dezanove anos, que casou com o rei Luís XIII aos 13 anos, comprou a propriedade e o castelo, com a intenção de encontrar um santuário longe do barulho e das intrigas da residência real no Palácio do Louvre. Ela transformou o Petit-Bourbon num convento para uma comunidade de irmãs beneditinas da Abadia de Val-Profonde e, em 1634, iniciou a construção de uma nova igreja e abadia muito maior no local cedido pela coroa. 
O projeto avançou lentamente, porque Ana tinha caído em desgraça junto do rei Luís XIII, em grande parte porque não lhe tinha dado um herdeiro. Manteve uma correspondência secreta com a sua família em Espanha e com a corte real de Inglaterra e a Casa de Lorena. Ela e as suas intrigas foram logo descobertas pelo primeiro-ministro, Cardeal Richelieu. A sua correspondência foi monitorizada, e o rei proibiu Ana de visitar a abadia durante algum tempo.

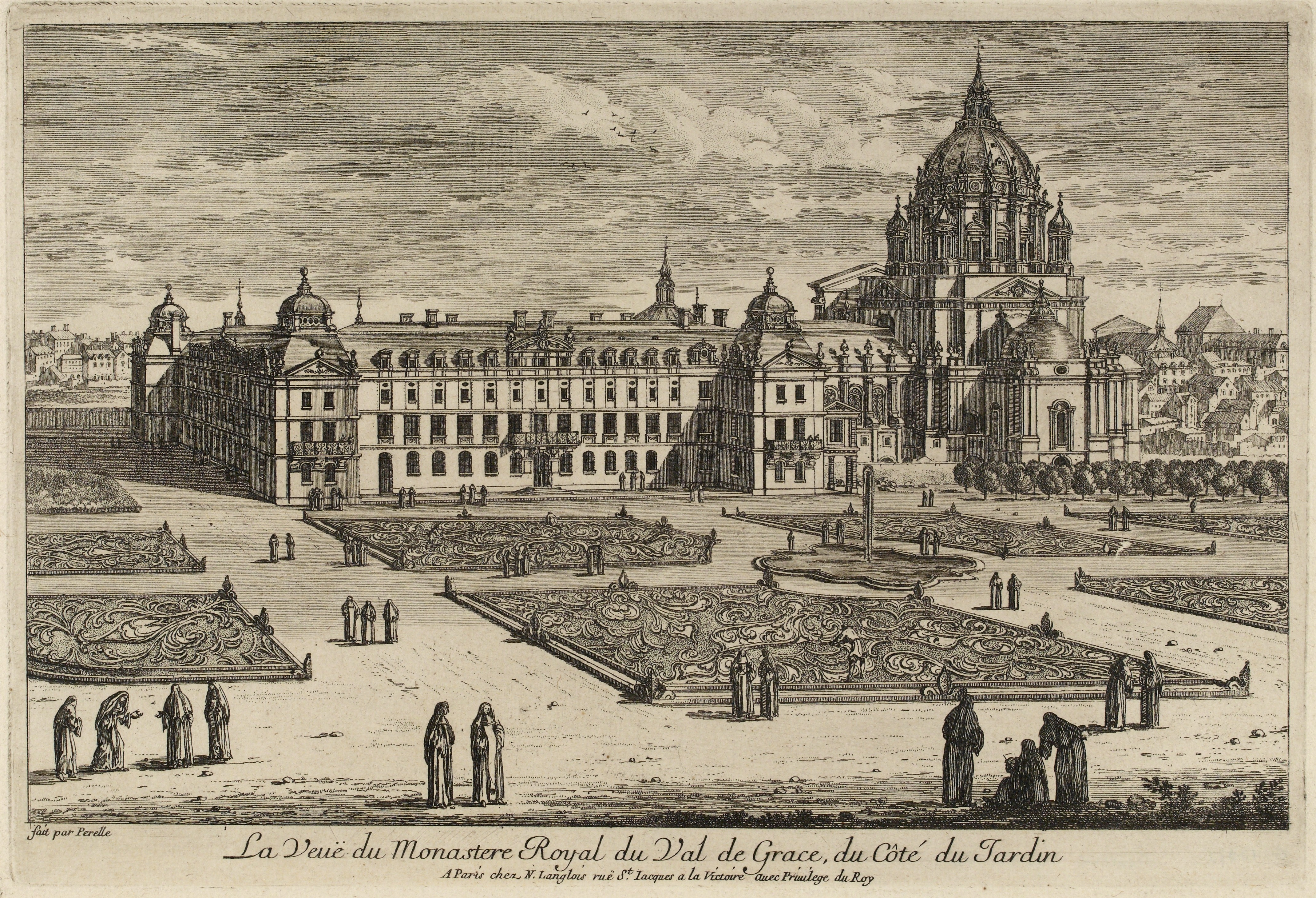
O mosteiro e a igreja na década de 1660

O cardeal Richelieu morreu em 1642, e Luís XIII morreu poucos meses depois. Em 1643, Ana tornou-se rainha-regente do seu filho de quatro anos, Luís XIV. Em gratidão pelo seu nascimento, Ana prosseguiu com a construção de uma igreja e de um mosteiro, totalmente reconstruídos, "para não poupar despesas e deixar uma marca eterna da sua piedade". A primeira pedra foi lançada em 1645 pelo filho, Luís XIV. Ana contratou François Mansart como arquiteto do projeto, mas Mansart saiu passado apenas um ano, discordando sobre o âmbito e o custo do projeto. O lugar de Mansard foi ocupado primeiro por Jacques Lemercier, depois por Pierre Le Muet. A igreja foi concluída em 1665 por Gabriel Le Duc. Le Duc foi responsável pela construção da cúpula e do domo, dos edifícios adjacentes e do baldaquino interior.